# 利皮夫齊
49°41′54″N 24°38′17″E / 49.69833°N 24.63806°E
利皮夫齊（烏克蘭語：Липівці），是烏克蘭西部的村莊，隸屬利維夫州的利維夫區。該村始建於1441年，面積6.36平方公里，海拔高度347米，2001年人口1,087，人口密度每平方公里170.91人。